# Корниль (коммуна)
Корни́ль (фр. Cornil, окс. Cornilh) — коммуна во Франции, находится в регионе Лимузен. Департамент — Коррез. Входит в состав кантона Тюль-Кампань-Сюд. Округ коммуны — Тюль.
Код INSEE коммуны — 19061.
Коммуна расположена приблизительно в 410 км к югу от Парижа, в 80 км юго-восточнее Лиможа, в 9 км к юго-западу от Тюля.

## Население
Население коммуны на 2008 год составляло 1395 человек.
| 1962 | 1968 | 1975 | 1982 | 1990 | 1999 | 2008 |
| ---- | ---- | ---- | ---- | ---- | ---- | ---- |
| 1568 | 1564 | 1532 | 1515 | 1423 | 1362 | 1395 |

## Администрация
| Период | Период | Фамилия       | Партия | Примечания |
| ------ | ------ | ------------- | ------ | ---------- |
| 2001   | 2008   | Жан-Поль Шапу |        |            |
| 2008   |        | Паскаль Фуше  |        |            |

## Экономика

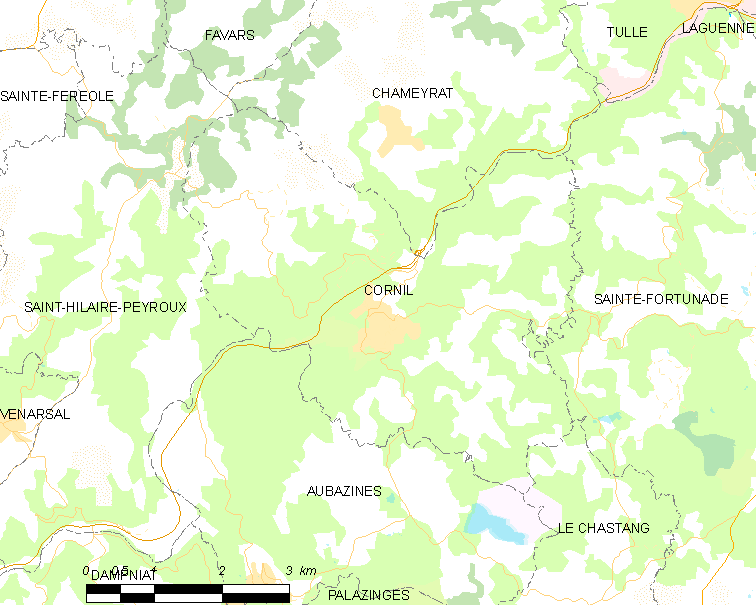
Карта коммуны

В 2007 году среди 710 человек в трудоспособном возрасте (15-64 лет) 508 были экономически активными, 202 — неактивными (показатель активности — 71,5 %, в 1999 году было 67,6 %). Из 508 активных работали 480 человек (256 мужчин и 224 женщины), безработных было 28 (15 мужчин и 13 женщин). Среди 202 неактивных 41 человек были учениками или студентами, 103 — пенсионерами, 58 были неактивными по другим причинам.

## Достопримечательности
- Церковь XII—XIII веков. Памятник истории с 1927 года[3]
- Руины замка (XIV век). Памятник истории с 1927 года[4]